# Гвоздавська волость
Гвоздавська волость (Гвоздовська) — історична адміністративно-територіальна одиниця Ананьївського повіту Херсонської губернії.
Станом на 1886 рік складалася з 7 поселень, 7 сільських громад. Населення — 7664 особи (3941 чоловічої статі та 3723 — жіночої), 1298 дворових господарства.
|                     | Площа, десятин | У тому числі орної, дес. |
| ------------------- | -------------- | ------------------------ |
| Сільських громад    | 22801          | 17179                    |
| Приватної власності | —              | —                        |
| Казенної власності  | —              | —                        |
| Іншої власності     | 427            | 140                      |
| Загалом             | 23228          | 17319                    |

Найбільші поселення волості:
- Гвоздавка — колишнє державне село при річці Кодима за 25 верст від повітового міста, 1875 осіб, 345 дворів, православна церква, школа, земська станція, 3 лавки. За 3 версти — залізнична станція.
- Бобрик (казенний) — колишнє державне село при річці Кодима, 1775 осіб, 314 дворів, православна церква, школа, лавка, винний склад.
- Гольма (Друга) — колишнє державне село при річці Кодима, 1137 осіб, 210 дворів, православна церква.
- Ясенове (II) — колишнє державне містечко при річці Кодима за 25 верст від повітового міста, 1999 осіб, 298 дворів, православна церква, 3 лавки, базари через 2 тижні по вівторках.